# توماش دوشک
توماش دوشک (چکی: Tomáš Došek؛ زادهٔ ۱۲ سپتامبر ۱۹۷۸) بازیکن فوتبال اهل جمهوری چک بود.
از باشگاه‌هایی که در آن بازی کرده‌است می‌توان به باشگاه فوتبال اسلاویا پراگ، باشگاه فوتبال ویکتوریا پلزن، باشگاه فوتبال راپید وین، و باشگاه فوتبال زبرویوفکا برنو اشاره کرد.
وی همچنین در تیم‌های ملی فوتبال زیر ۲۱ سال جمهوری چک و جمهوری چک بازی کرده‌است.